# 300 〈スリーハンドレッド〉
『300 〈スリーハンドレッド〉』（300）は、2006年のアメリカ合衆国の歴史アクション映画。監督はザック・スナイダー、出演はジェラルド・バトラーとレナ・ヘディなど。フランク・ミラー原作のグラフィックノベル『300』を元にペルシア戦争のテルモピュライの戦いを描いた作品。
日本ではR15+指定。

## ストーリー
紀元前480年、スパルタ王レオニダスの元にペルシア帝国（アケメネス朝）からの使者が訪れ、スパルタに服従を要求した。レオニダスはこれを拒否し、使者を殺害した。
レオニダスはスパルタ全軍でペルシア軍を迎え撃つ決心を固め、軍事行動を起こす承認を得るべくエフォロイを訪ねる。しかしエフォロイはカルネイア祭の時期に戦争をすることは認められないという結論を下し、神託もエフォロイの結論を支持したため、非戦と決定されてしまう。王と言えども神託には従う義務があり、スパルタ評議会も非戦の方針を支持した。レオニダスは知らなかったが、エフォロイや評議員のセロンはペルシア帝国に懐柔されており、金や美女と引き換えにスパルタを裏切っていた。
このままではスパルタは戦わずしてペルシア帝国の支配下に入ってしまう。エフォロイの決定に失望しながら帰宅したレオニダスであったが、王妃ゴルゴの励ましを受け、己が正しいと信じた決断を貫徹することを決意。翌日、レオニダスは「散歩」と称して300名の親衛隊を率い、ペルシア王クセルクセス率いる100万のペルシア軍を迎撃するべく出立。道中でダクソス率いる援軍と合流し、ペルシア軍による残虐行為の跡を目の当たりにしながら、レオニダスと300の兵士は灼熱の門と呼ばれる峻険な山と海に挟まれた隘路へと進軍する。
灼熱の門に到着したスパルタ軍はペルシア軍迎撃の準備に入る。灼熱の門を迂回できる道の存在を憂慮するレオニダスのもとに、エフィアルテスと名乗る者が現れ、山羊の山道と呼ばれる迂回路があることを告げる。彼はスパルタ人の両親のもとに生まれたが、身体に障害を抱えていたため、棄てられることを恐れた両親によりスパルタから連れ出されたという過去があった。彼はレオニダスとともに戦いたいと告げ、目の前で槍捌きを披露し、レオニダスからその腕前を認められる。しかし身体の障害のために盾をしっかりと構えることができず、そのことを理由にレオニダスから戦列に加わることを却下される。エフィアルテスはその決定に納得できず、レオニダスを逆恨みする。
レオニダスが山羊の山道に見張りを置くよう指示した直後、地震と錯覚するほどの地響きをたてながら、ペルシア軍が攻撃を開始する。
スパルタ軍は灼熱の門の入り口でファランクスを組み、ペルシア軍の攻撃を正面から受け止めて押し返し、自軍には一人の犠牲者も出さずにペルシア軍を打ち破る。
緒戦で華々しい勝利を収めたスパルタ軍のもとに、レオニダスを説き伏せるべくクセルクセス自身が奴隷たちを引き連れてやってくる。
ペルシア帝国に臣従することの利を説いて服従を迫るクセルクセスであったが、レオニダスはこれを拒否。業を煮やしたクセルクセスは立て続けに脅し文句を口にするが、レオニダスは動じることなく、「お前自身もこの戦いで血を流すことになる」という予言を告げる。
レオニダスの説得に失敗したクセルクセスは、自軍の最精鋭部隊である不死の軍団をスパルタ軍に差し向ける。緒戦で戦った敵とは違い、経験豊富で規律も行き届いた精鋭部隊との戦いは一筋縄ではいかず、レオニダス自身も一時は討ち取られる寸前まで追い詰められる。しかし最終的には、ダクソス率いる援軍の力も借りながらこれを撃退する。
不死の軍団を退けられたクセルクセスは、その後も様々な兵器や猛獣を使ってスパルタ軍を撃破しようとするが、悉く退けられてしまう。
攻めあぐねていたクセルクセスであったが、彼のもとに現れたエフィアルテスから山羊の山道の存在を教えられたことで活路を見出し、迂回路を通ってスパルタ軍を包囲しようとする。
ペルシア軍が迂回路の存在に気づいたことをダクソスから知らされたレオニダスは、撤退を薦めるダクソスに対し、スパルタ人は降伏も撤退もしないと宣言する。ダクソスが去った後、レオニダスはディリオスを連れて部隊から離れ、スパルタに戻ってこの戦いのことを評議会に伝えるよう彼に指示する。王妃への伝言はないかとディリオスに聞かれたレオニダスは、伝言の代わりに出陣前に王妃から貰っていた首飾りを託す。翌日、ディリオスはダクソスらと共に部隊を離れスパルタへの帰路につく。
スパルタではその頃、王妃ゴルゴが評議会を説得し、ペルシアとの戦いを決意させようとしていた。ペルシアに内通する評議員セロンは、王妃の説得を失敗させるべく、王妃に対して人身攻撃を行う。セロンの侮辱に激しく憤った王妃は、衛兵の剣を奪ってセロンの腹に突き立てる。セロンが床に崩れ落ちた拍子に、彼がペルシアから受け取っていた金貨が床に散らばり、彼がペルシアの内通者であった事実が白日のもとに晒される。
同じ頃、スパルタ軍はペルシア軍に包囲されており、ペルシア軍の使者がエフィアルテスと共にレオニダスに降伏を足していた。レオニダスはエフィアルテスに向けて「永遠に生きるがよい」と告げた後、兜と盾を捨て、降伏するかのようにひざまづく。その様子を離れた場所で見ていたクセルクセスは勝ち誇った様子を見せるが、直後にレオニダスはステリオスの名を呼び、ステリオスはレオニダスの呼びかけに応じて飛び出し使者を刺し殺す。スパルタ軍が徹底抗戦の意志を捨てていないことを悟ったクセルクセスは、スパルタ軍の皆殺しを命じる。そのクセルクセスを目がけ、レオニダスは槍を投擲する。事前に兜と盾を捨てたのは、槍を少しでも遠くに、正確に投擲するのが目的だった。
レオニダスが投げた槍はクセルクセスの右頬を掠める形で命中し、軽傷ではあるが、クセルクセスを傷つけることに成功する。
しかしその後、スパルタ軍の兵士はペルシア軍からの攻撃で次々と斃れ、レオニダス自身も矢を受けて膝をつく。瀕死のステリオスと短い言葉を交わした後、レオニダスは空を見上げて愛する王妃へ向けた言葉を発し、その直後にペルシア軍が放った無数の矢を受けて戦死する。
スパルタでは、王妃ゴルゴがレオニダスの帰還を待っていた。そこにただ一人で戻ってきたディリオスから首飾りを渡されたことで、王妃は夫の死を悟る。
その後、ディリオスは評議会でレオニダスと300の兵士の物語を語る。彼が語った物語は、スパルタのみならずギリシア全土を奮起させ、ペルシアとの戦争を決意させるに至る。
物語は、ディリオス率いる1万のスパルタ軍と3万のギリシア軍がペルシア軍に向けて突撃する場面で幕を下ろす。

## キャスト
| 役名           | 俳優                     | 日本語吹替     |
| -------------- | ------------------------ | -------------- |
| レオニダス     | ジェラルド・バトラー     | 中田譲治       |
| 王妃ゴルゴ     | レナ・ヘディ             | 湯屋敦子       |
| セロン         | ドミニク・ウェスト       | 内田直哉       |
| ディリオス     | デビッド・ウェナム       | 山野井仁       |
| 隊長           | ヴィンセント・リーガン   | てらそままさき |
| ステリオス     | マイケル・ファスベンダー | 桐本琢也       |
| アスティノス   | トム・ウィズダム         | 加瀬康之       |
| ダクソス       | アンドリュー・プレヴィン | 世古陽丸       |
| エフィアルテス | アンドリュー・ティアナン | 佐々木睦       |
| クセルクセス   | ロドリゴ・サントロ       | 咲野俊介       |
| ペルシャの使者 | ピーター・メンサー       | 乃村健次       |

- その他の日本語吹き替え：松井範雄／石森達幸／浦山迅／久保田恵／木村雅史／塚田正昭／亀井芳子／斎藤志郎／伊丸岡篤／櫛田泰道／三輪学／小松史法

## ソフト化
日本ではワーナー・ブラザース ホームエンターテイメントよりブルーレイ、DVDが発売。
- 300 〈スリーハンドレッド〉 特別版（DVD2枚組、2007年9月26日発売）
- 300 〈スリーハンドレッド〉 ブルーレイ（1枚組、2007年9月26日発売）
- 300 〈スリーハンドレッド〉 リミテッド・コレクターズ・エディション（3枚組、2009年2月21日発売・限定生産）
- 300 〈スリーハンドレッド〉 コンプリート・エクスペリエンス（ブルーレイ1枚組、2009年11月3日発売）

## サウンドトラック
サウンドトラックはタイラー・ベイツによって制作され、イラン出身の歌手アザム・アリを起用してアビー・ロード・スタジオで録音された。2007年3月6日発売。

## 作品の評価
Rotten Tomatoesによれば、批評家の一致した見解は「血、暴力、そして既存の映画の引用に満ちており、単純だが視覚的に刺激的な体験ができる。」であり、236件の評論のうち高評価は61%にあたる144件であり、平均点は10点満点中6.1点となっている。
Metacriticによれば、42件の評論のうち、高評価は19件、賛否混在は16件、低評価は7件で、平均点は100点満点中52点となっている。

## 文化的影響

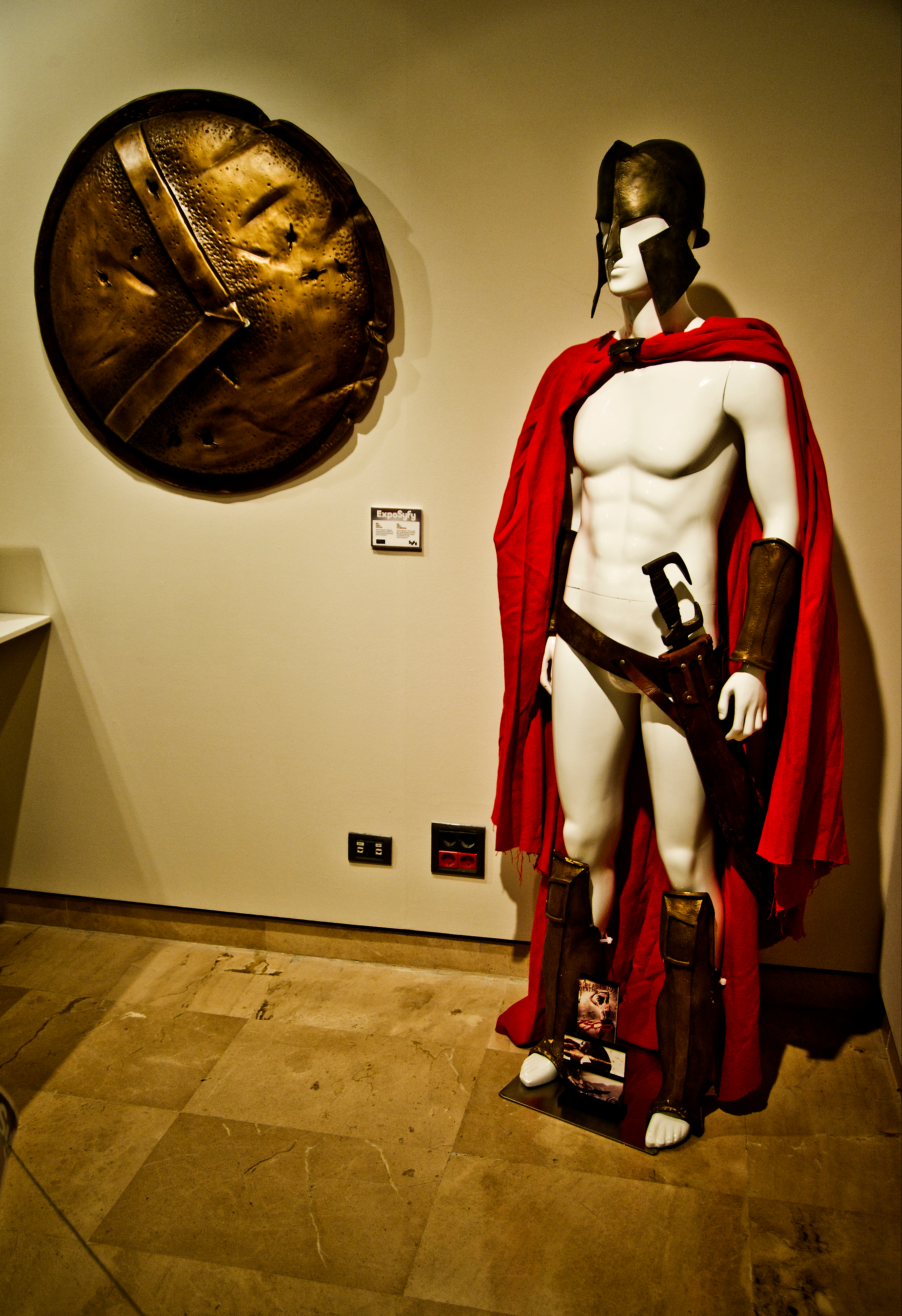
映画の公式コスチューム

### パロディ
『300』は公開後、セリフやシーンが様々なメディアでパロディされ、特に「This is Sparta!」のシーンはインターネット・ミームとして流行した。2007年のサタデー・ナイト・ライブではスケッチ・コメディーの題材に引用されている。ストップモーションアニメ『ロボットチキン』のアメリカ独立戦争を題材にした「1776」、アニメ『サウスパーク』のシーズン11の第6話「D-Yikes!」、アニメ『ラーバ』のシーズン3の99話「Larvarta」などでは映画の演出や視覚表現が引用されている。また、2008年には20世紀フォックスからジェイソン・フリードバーグとアーロン・セルツァーが監督した『ほぼ300（原題: Meet the Spartans）』というパロディ映画が製作されている。

### スポーツ
「スパルタンズ」の名を冠するミシガン州立大学のスポーツチーム「ミシガン・ステート・スパルタンズ」では、劇中の力強いセリフ回しや「Spartans, what is your profession?」の部分をチャントの掛け声に採用している。また、アメリカンフットボール選手のネイト・エブナーは髭を生やした風貌と運動量から、劇中でジェラルド・バトラーが演じたスパルタの英雄「レオニダス」のニックネームで呼ばれている。

## 批判
この映画に対し、イラン政府がイラン人の先祖であるペルシア人を激しく冒涜しているとして非難している。これに対して、映画製作関係者達は、「この映画は、単にイラン人とスパルタ人の戦争物語を、史実と異なる形で語っているもので、歴史を正確に伝えるものではない。」と説明している。

## 備考
- ごく一部を除き、すべてスタジオで撮影され、背景などもCGで編集したものが多い。そのため一部の評論家からは「あのスパルタ人たちの立派な腹筋もCGじゃないか」と揶揄されたが、制作関係者達は「制作費を削るために鍛えるようにと指導していた」とコメントしている。
- 予告編で使用された曲はナイン・インチ・ネイルズのアルバム『ザ・フラジャイル』収録の「ジャスト・ライク・ユー・イマジンド」。
- 2010年5月9日に日曜洋画劇場枠で地上波初放映。首を刎ねるシーンなど一部の残虐な描写がカットされているものの、R-15指定作品の放映は非常に珍しい（ただし、北野武監督作品の『座頭市』の前例もある）。なお、視聴率は12.8%であった。
- 2015年から配信されているアプリゲーム『Fate/Grand Order』に登場するレオニダス一世の造形にも影響を与えている。